# Dolenje (gmina Sežana)
Dolenje – wieś w Słowenii, w gminie Sežana. W 2018 roku liczyła 22 mieszkańców.